# Anna Maria Cisint
Anna Maria Cisint est une femme politique italienne membre de la Ligue du Nord. Elle est élue maire de Monfalcone en 2016 et députée européenne en 2024.

## Biographie
En 2018, Anna Maria Cisint, alors maire de Monfalcone depuis 2016 et membre du parti d'extrême droite la Ligue du Nord, met en place une convention avec deux écoles maternelles publiques pour imposer une limite à l’admission d'enfants d’origine étrangère. Matteo Salvini la félicite pour cette « décision courageuse qui permet finalement d’introduire un plafond à la présence des petits écoliers d’origine étrangère dans le circuit scolaire ».
Candidate lors des élections européennes de 2024 en Italie, Anna Maria Cisint est élue députée européenne.